# اسعاد یونس
اِسعاد یونس (عربی: إسعاد يونس؛ زادهٔ ۱۲ آوریل ۱۹۵۰) بازیگر، تهیه‌کننده فیلم، فیلم‌نامه‌نویس، مجری تلویزیون و روزنامه‌نگار اهل مصر است.
او به‌طور هفتگی در روزنامهٔ الیوم السابع مقاله می‌نویسد. وی کارش هنری‌اش را در سال ۱۹۷۲ در فیلمی به کارگردانی صلاح ذوالفقار آغاز کرد.
از فیلم‌ها یا مجموعه‌های تلویزیونی که وی در آن‌ها نقش داشته است، می‌توان به ساختمان یعقوبیان اشاره نمود.